# Герб Шишацького району
Герб Шишацького району — офіційний символ Шишацького району, затверджений 20 липня 1999 р. рішенням сесії районної ради.

## Опис
Щит чотиричасний. На лазуровому серцевому щитку з червоною облямівкою золотий шолом давньоруського воїна (шишак). Перше поле пурпурове; у правому верхньому куті срібний голуб летить вліво. Друге поле золоте; у верхньому лівому куті червоне гроно калини й зелені листки дуба та гілка сосни. Третє поле зелене; у правому нижньому куті чорна бурова вишка, срібні заводські корпуси та золотий колосок. Четверте поле лазурове; у нижньому лівому куті срібна колонада заповідника-музею М.В.Гоголя.